# Джонсон, Эдди (американский футболист)
Э́двард (Э́дди) Джо́нсон (англ. Edward "Eddie" Johnson; 31 марта 1984, Буннелл, Флорида) — американский футболист, нападающий. Участник чемпионата мира 2006.

## Клубная карьера
На Супердрафте MLS 2001 Джонсон был выбран во втором раунде под общим 19-м номером клубом «Даллас Бёрн», и стал одним самых молодых игроков, подписанных лигой. В январе 2005 года португальская «Бенфика» предлагала за трансфер игрока $5 млн, но и лига, и сам Джонсон отказались от этого предложения.
14 февраля 2006 года испытывавший проблемы с потолком зарплат «Даллас» обменял Джонсона в «Канзас-Сити Уизардс» на два пакета распределительных средств. В межсезонье 2006 и 2007 годов Джонсон тренировался с клубом английской Премьер-лиги «Рединг».
В июле 2007 года возросли спекуляции вокруг возможного переезда Джонсона в английскую Премьер-лигу. Появилась информация, что «Дерби Каунти» предлагал за игрока $5 млн, но Джонсон предпочёл завершить сезон в Канзас-Сити. 23 января 2008 года Джонсон перешёл в «Фулхэм», подписав с клубом контракт до лета 2011 года.
Сезон 2008/09 Джонсон провёл в аренде в клубе Чемпионшипа «Кардифф Сити».
31 декабря 2009 Джонсон присоединился на правах аренды на остаток сезона к клубу греческой Суперлиги «Арис».
31 января 2011 года Джонсон был отдан в аренду на вторую половину сезона в клуб Чемпионшипа «Престон Норт Энд».
22 декабря 2011 года было объявлено, что Джонсон подписан клубом чемпионата Мексики «Пуэбла». Однако, он так и не подписал официальный контракт с клубом из-за конфликта мнений относительно игрока между техническим штабом и главным тренером Хуаном Карлосом Осорио.
17 февраля 2012 года Джонсон был подписан MLS и выбран «Монреаль Импакт» через процесс распределения, но тот же день был обменян в «Сиэтл Саундерс» на Майка Фусито и Ламара Нейгла.
17 декабря 2013 года Джонсон был обменян в «Ди Си Юнайтед» на распределительные средства. В марте 2015 года было сообщено, что Эдди Джонсон может завершить карьеру из-за проблем с сердцем. В сезоне 2015 он не сыграл ни одного матча. 1 ноября 2015 было формально объявлено, что Джонсон завершил карьеру в связи болезнью сердца.

## Международная карьера
В 2000—2001 годах Джонсон, играя за сборную США до 17 лет, отличился 23 голами в 25 матчах.
В составе сборной США до 20 лет Джонсон принимал участие чемпионате мира среди молодёжных команд 2003, где он стал обладателем Золотой бутсы лучшего бомбардира турнира с четырьмя забитыми голами.
За первую сборную США Джонсон дебютировал 9 октября 2004 года в матче квалификации чемпионата мира 2006 против сборной Сальвадора, отличившись голом.

## Достижения
Командные
 Сборная США
- Золотой кубок КОНКАКАФ (2): 2007, 2013

Личные
- Молодой футболист года в США: 2004